# كامبوت
كامبوت هي مدينة، تتبع Tuek Chhou district ‏، هي عاصمة محافظة كامبوت، بلغ عدد سكانها 39٬186 نسمة.